# Pahanga lilisari
Pahanga lilisari är en spindelart som beskrevs av Pekka T. Lehtinen 1981. Pahanga lilisari ingår i släktet Pahanga och familjen Tetrablemmidae. Inga underarter finns listade i Catalogue of Life.